# Vartry
Vartry (anglicky River Vartry, irsky Abhainn Fheartraí) je řeka na východním pobřeží Irska v hrabství Wicklow.
Pramení na jihozápadním svahu vrchu Great Sugar Loaf (501 m n. m.) v Calary Bog, na východním úpatí pohoří Wicklow Mountains, jižně od obce Killough. Zprvu teče severojižním směrem, nedaleko obce Roundwood se stáčí na jihovýchod, protéká kaňonovitým údolím The Devil's Glen a nad městem Ashford se definitivně stáčí na východ. Severně od města Wicklow ústí do mořské laguny The Murragh, která je spojena s Irským mořem.
U obce Roundwood byla řeka na dvou místech přehrazena a byla na ní vybudována přehrada Vartry Reservoir. Protéká výhradně územím hrabství Wicklow.